# Globularia salicina
A Malfurada (Globularia salicina) é uma planta da família Plantaginaceae, espécie endémica da ilha da Madeira.
Apresenta-se como um arbusto perenifólio com até 1,5 metros de altura, bastante ramificado e dotado de folhas lanceoladas, inteiras, glabras, de 7 centímetros de comprimento.
Esta planta apresenta flores de corola azulada a esbranquiçada, dispostas em capítulos axilares, com cerca de 1 centímetro de diâmetro.
Trata-se de uma espécie endémica da ilha da Madeira e das Canárias, muito comum, e característica do zambujal e das comunidades substituintes da floresta da Laurissilva do barbusano.
Esta planta aparece também na ilha do Porto Santo e nas ilhas Desertas.
A floração da Malfurada Globularia salicina dá-se de Março a Novembro.